# 조관빈
조관빈(1691년 ~ 1757년)은 조선 후기의 문신이다. 본관은 양주, 호는 회헌, 자는 국보이며, 시호는 문간공이다. 우의정을 지낸 노론4대신 중에 한 명인 조태채의 아들이다. 또한 좌의정을 지낸 조사석의 종손자이며, 영의정을 지낸 조태구의 조카이고 좌의정을 지낸 조태억의 조카이기도 하다.

## 생애
숙종 때 문과에 급제했고 1715년부터 검열, 부수찬, 수찬, 부교리, 교리, 헌납, 지평 등을 지냈다. 그 이후에는 다시 헌납, 부수찬, 이조좌랑, 부교리, 교리를 거쳐 1719년에 동부승지가 되면서 최연소 당상관으로 진출했다. 경종 즉위 후인 1720년에는 대사간으로 승진했고 이후 대사성을 하다가 다시 승지가 되었고 이후 대사성, 대사간을 다시 거쳐서 1721년에는 이조참의가 되었다. 이로 인해서 빠른 당상관 승진을 거듭했지만, 신임사화 때 아버지였던 조태채가 유배된 뒤 사약을 마시고 죽고, 노론 대신들이 죄다 사사당하거나 귀양을 가게 되면서 그 역시 유배를 당한다. 하지만 영조 즉위 후 1725년에 호조참의로 조정에 복귀했으며 곧 다시 이조참의가 되었다. 이후 강화유수, 대사성, 동지의금부사를 거쳐 호조참판으로 승진하면서 재상의 반열에 오른다. 이후 홍문관제학을 하다가 동지의금부사를 다시 하고 다시 호조참판이 된다. 이후 대사헌, 형조참판, 공조참판, 부제학, 이조참판, 홍문관제학을 계속 두루 지냈다. 그러다 1727년에 공조참판에 다시 오르지만 정미환국으로 인해서 다시 파직되었다. 그러다가 1729년에 동지돈녕부사가 되면서 다시 관직에 출사를 하게 되었고 1731년에는 다시 대사헌이 되었지만 신임사화의 전말을 상소하여 이광좌를 탄핵했다가 당론을 일삼고 사감으로 대신을 탄핵했다는 죄를 받고 다시 유배되었다. 이듬해인 1732년에 풀려나서 등용되지 못하고 있다가 1736년에 다시 도승지가 되었고 1740년에는 다시 호조참판으로 임명된다. 이후 홍문관제학을 거쳐서 예조판서에 오르면서 정경의 반열에 올랐고 이후 평안도관찰사로 외직에 나가있다가 1741년에 다시 예조판서가 되었고 좌부빈객, 약원제조를 겸했다. 1742년에는 다시 평안도관찰사로 나갔으며 이후 한성부판윤, 대사헌을 거쳐서 1743년에는 지돈녕부사가 되었고 곧 우참찬을 거쳐서 다시 예조판서로 입각했으며 다시 호조판서로 옮겼지만 1744년에 영의정 김재로와의 불화로 면직되었다. 그러나 곧 우참찬으로 세자빈객을 겸했으며 다시 홍문관제학이 되었다. 이후 고시관을 하다가 수어사가 되면서 남한산성을 담당하면서 병권도 쥐게 되었고 1745년에 동지정사로 중국에 다녀온 뒤에 다시 예조판서로 입각을 했다. 이후 좌참찬이 되어서 다시 지경연사를 겸했고 1746년에는 판돈녕부사가 되었다가 다시 입각해서 형조판서, 예조판서, 예문관제학, 홍문관제학 등을 했고 1747년에는 판돈녕부사로 다시 임명되었다가 곧 예조판서와 공조판서를 하게 된다. 1748년에는 다시 수어사가 되었고 곧 공조판서로 다시 입각을 했다. 그러다가 1749년에는 대제학이 되었으며 지경연사를 계속 겸했다. 이후 1750년에는 다시 공조판서, 형조판서가 되었고 다시 좌빈객을 겸했다. 1751년에는 판중추부사로 물러났다가 다시 공조판서가 되었으며 1752년에는 다시 대제학에 올라서 시책문제술관을 겸했으며 곧 다시 공조판서가 되었다. 1753년에 대제학으로 있었지만 죽책문의 제질을 거부했고 이로 인해서 성주목사로 좌천이 되었다가 다시 유배되었다. 하지만 뒤에 풀려나서 좌빈객과 지중추부사를 지낸다. 철저한 노론 계열로써 노론4대신이었던 아버지의 신원과 포상을 계속 추진했다. 또한 문장이 뛰어나서 글을 많이 남겼다.

## 가족 관계
아버지 조태채는 노론4대신의 일원으로 우의정까지 지냈으며 숙부 조태억과 숙부 조태구는 소론 거물로서 각각 좌의정과 영의정까지 지냈다. 그리고 민진원, 민진후 등을 위시로 하는 인현왕후 가문과도 인척 관계에 있다. 그리고 조관빈은 한진그룹 창업주인 조중훈의 6대조이다.

## 갤러리

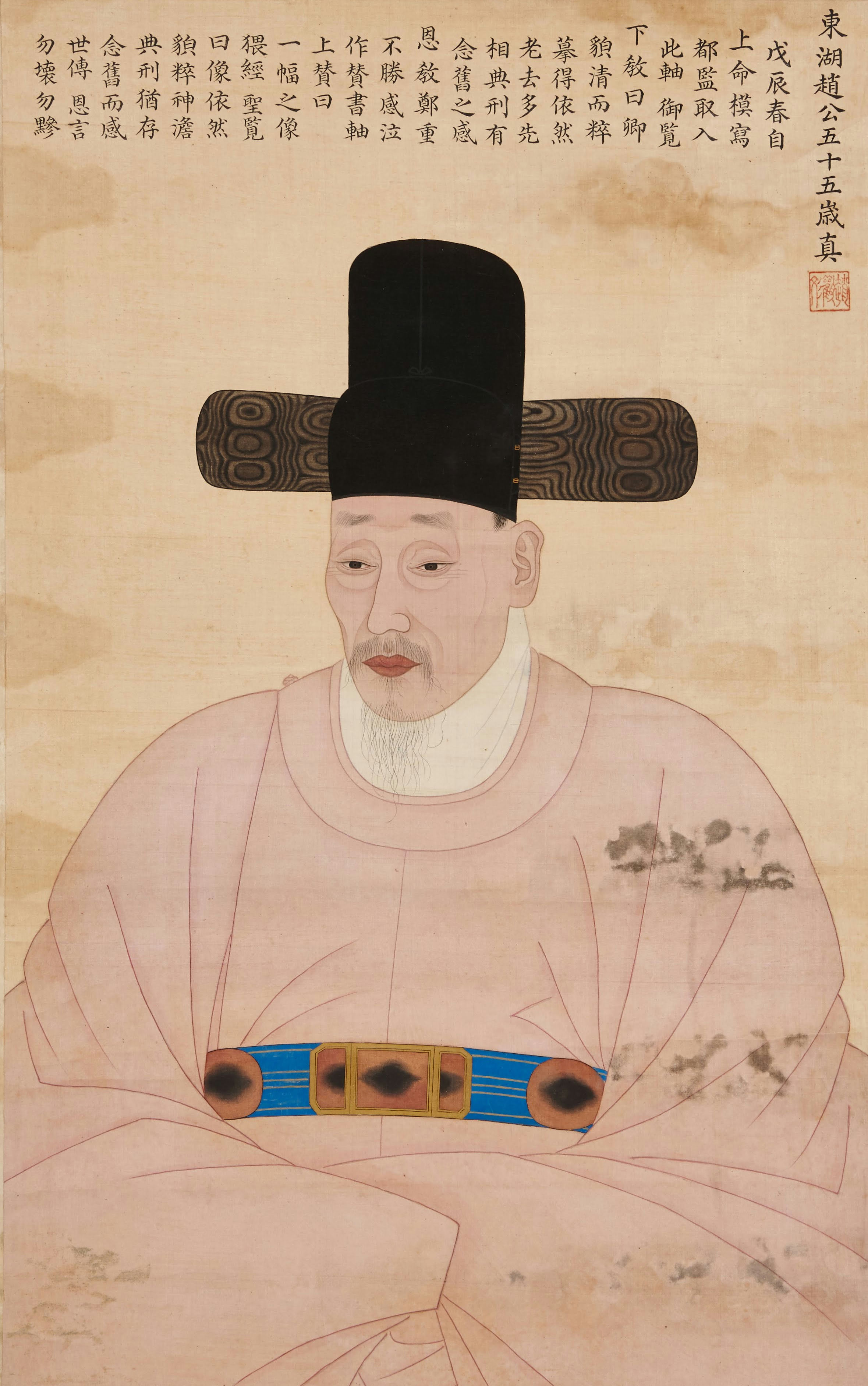
1745년의 초상, 경기도박물관
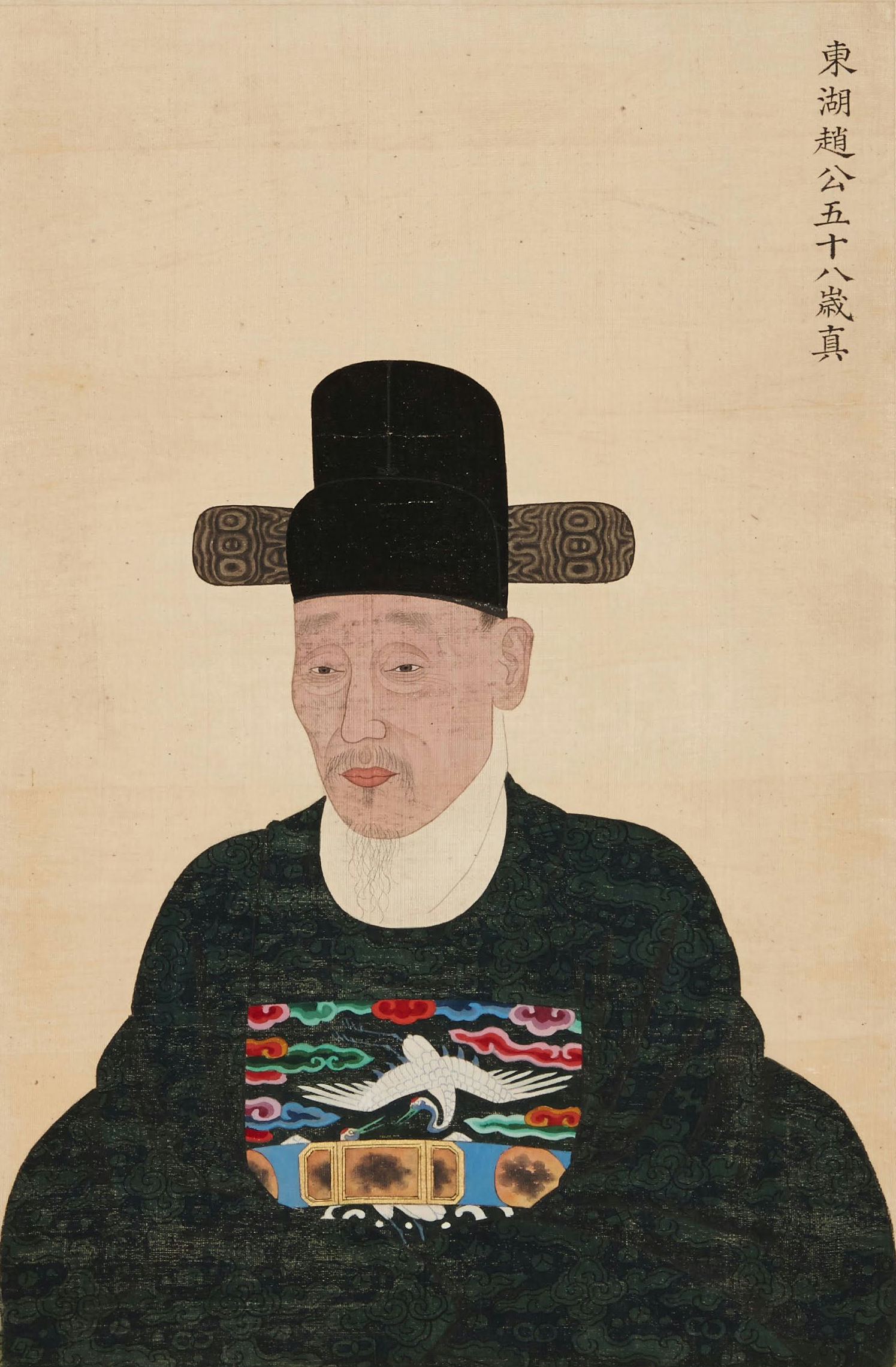
1748년의 초상, 경기도박물관
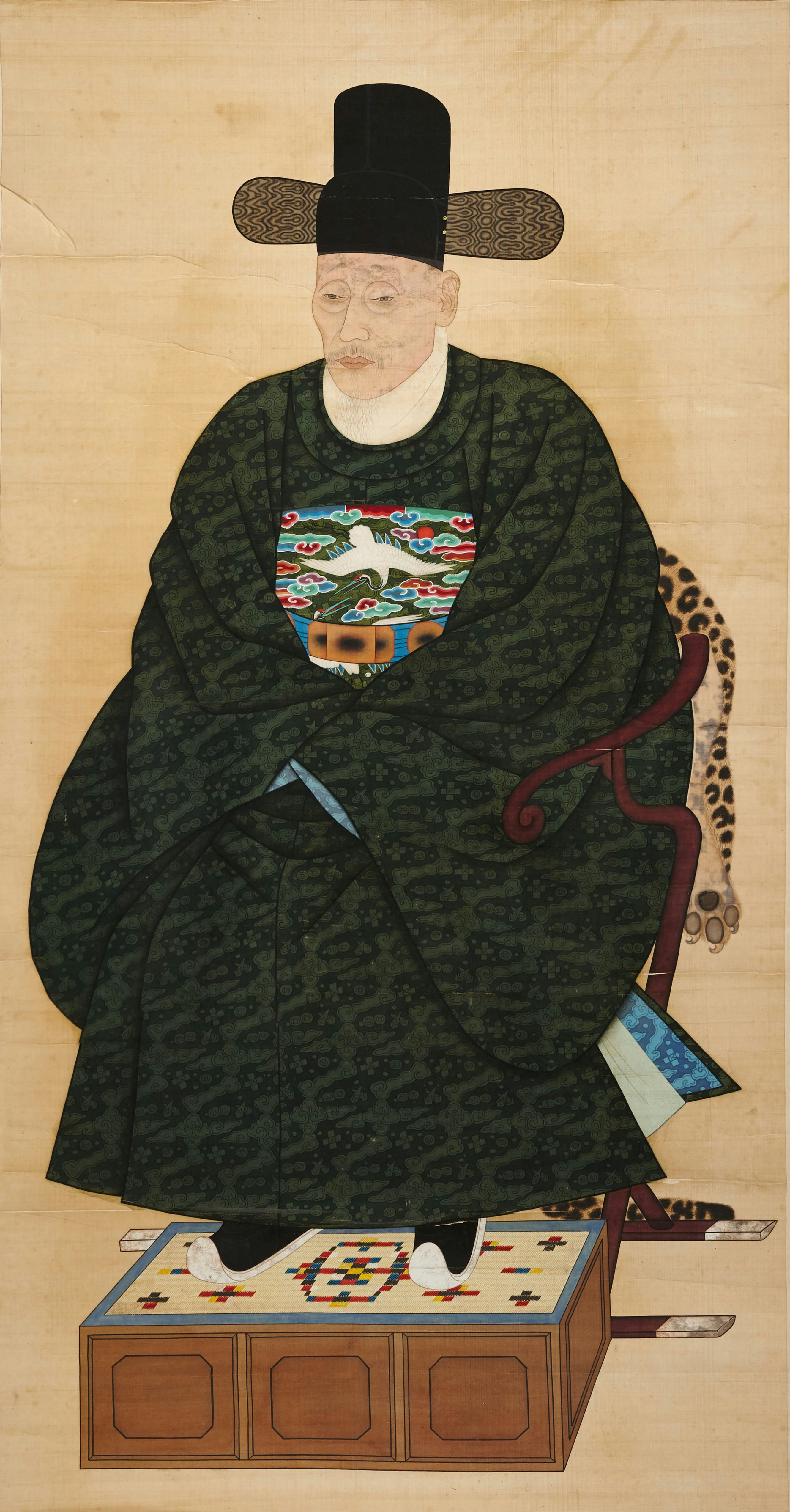
1750년의 초상, 경기도박물관